# Zeng Guoqiang
Zeng Guoqiang (chinesisch 曾国强, Pinyin Zēng Guóqiáng; * 18. März 1965 in Dongguan, Provinz Guangdong, Volksrepublik China) ist ein ehemaliger chinesischer Gewichtheber. Er war 1984 Olympiasieger im Fliegengewicht.

## Werdegang
Zeng Guoqiang begann im Jahre 1976 in einer Sportschule der damaligen Gewichtheberhochburg Dongguan mit dem Gewichtheben. Ab 1981 wurde er in das Provinzteam von Guangdong berufen. 1983 trat er in die chinesische Volksarmee ein und wurde im gleichen Jahr auch Mitglied der chinesischen Nationalmannschaft der Gewichtheber.
1983 bestritt er auch seinen ersten wichtigen, internationalen Wettkampf. Er nahm an der Junioren-Weltmeisterschaft in Kairo teil. Im Fliegengewicht schaffte er dort im Zweikampf 222,5 kg (102,5–120), mit denen er hinter Neno Tersijski aus Bulgarien, 257,5 kg (112,5–145) und Bernard Piekorz aus Polen, 230 kg (102,5–127,5) den 3. Platz belegte.
1984 wurde er Asien-Meister im Fliegengewicht. Über diesen Wettkampf sind keine weiteren Einzelheiten bekannt. Im gleichen Jahr wurde er dann auch bei den Olympischen Spielen in Los Angeles eingesetzt, wo er die Gunst der Stunde nutzen konnte und in Abwesenheit der meisten Ostblockheber mit 235 kg (105–130) vor seinem Landsmann Zhou Peishun, der ebenfalls 235 kg (107,5–127,5) im Zweikampf erzielte, Olympiasieger im Fliegengewicht wurde. Gleichzeitig wurde er auch Weltmeister im Zweikampf und im Stoßen. Er war zu diesem Zeitpunkt erst 19 Jahre alt und der erste chinesische Gewichtheber, der eine olympische Goldmedaille gewann.
1985 nahm er auch noch an der Weltmeisterschaft im schwedischen Södertälje teil und kam dort im Fliegengewicht mit 242,5 kg (107,5–135) hinter Sewdalin Marinow aus Bulgarien, 252,5 kg (112,5–140) auf den 2. Platz. 1986 belegte er bei den Asien-Spielen in Seoul im Bantamgewicht den 2. Platz hinter seinem Landsmann He Yingqian.
Nach diesem Wettkampf nahm er an keinen weiteren internationalen Meisterschaften mehr teil. Über seinen weiteren Lebensweg ist nichts bekannt.

## Internationale Erfolge
| Jahr | Platz | Wettbewerb                | Gewichtsklasse | |
| 1983 | 3.    | Junioren-WM in Kairo      | Fliegen        | mit 222,5 kg (102,5–120), hinter Neno Tersijski, Bulgarien, 257,5 kg (112,5–145) u. Bernard Piekorz, Polen, 230 kg (102,5–127,5) |
| 1984 | 1.    | Asien-Meisterschaft       | Fliegen        | |
| 1984 | Gold  | OS in Los Angeles         | Fliegen        | mit 235 kg (105–130), vor Zhou Peishun, China, 235 kg (107,5–127,5) u. Kazushito Manabe, Japan, 232,5 kg (102,5–130)             |
| 1985 | 2.    | WM in Södertälje/Schweden | Fliegen        | mit 242,5 kg (107,5–135), hinter Sewdalin Marinow, Bulgarien, 252,5 kg (112,5–140), vor Bernard Piekorz, 237,5 kg (107,5–130)    |
| 1986 | 2.    | Asien-Spiele in Seoul     | Bantam         | hinter He Yingqian, China und vor Dirdja Wihardja, Indonesien                                                                    |

## WM-Einzelmedaillen
- WM-Goldmedaillen: 1984/Stoßen
- WM-Silbermedaillen: 1985/Stoßen
- WM-Bronzemedaillen: 1984/Reißen

## Erläuterungen
- alle Wettbewerbe im Zweikampf, bestehend aus Reißen und Stoßen,
- OS = Olympische Spiele,
- WM = Weltmeisterschaft,
- Fliegengewicht, damals bis 52 kg Körpergewicht